# Aulon, Haute-Garonne
Aulon är en kommun i departementet Haute-Garonne i regionen Occitanien i södra Frankrike. Kommunen ligger i kantonen Aurignac som tillhör arrondissementet Saint-Gaudens. År 2022 hade Aulon 313 invånare.

## Befolkningsutveckling
Antalet invånare i kommunen Aulon
Referens:INSEE